# Hermeneutický kruh
Označení hermeneutický kruh charakterizuje postup rozumění a výkladu (interpretace) výpovědi, textu, uměleckého díla případně události nebo dokonce celku bytí. Člověk dospívá k porozumění tak, že si nejprve vytvoří předběžnou představu čili před-sudek (Vorverständnis), který potom s textem nebo věcí konfrontuje a na základě takového porovnání si vytváří představu novou (lepší). Nikdy se neobejde bez předběžného mínění čili předporozumění, podstatné je právě to, že si toto mínění ověřuje a je ochoten je změnit. Protože se tento postup obvykle opakuje, lze mluvit o „kruhovém“ procesu či o „kruhu“, hermeneutický kruh však není totéž co bludný kruh.

## Podrobněji
Filosof Ivan Blecha definuje hermenutický kruh takto: "Hermeneutika staví na zajímavém postřehu: každé poznání předpokládá, že už předem cosi o tom, co poznávám, musím vědět. Mohu se totiž ptát po něčem, o čem bych aspoň nevěděl, že to existuje a že se na to lze ptát? Mohl bych si všimnout něčeho, jako nového poznatku, kdybych předem nebyl připraven na to, že to za nový poznatek budu moci považovat?" Tím pádem se točíme v kruhu. Autor dále pokračuje: "Co bylo dosud (zvláště v logickém pozitivismu) považováno za defekt poznání, je zde považováno za jeho podmínku."
Hermeneutický kruh má nejméně tři stádia:
1. předporozumění, s nímž interpret k vykládanému jevu přistupuje;
2. hermeneutická zkušenost, která tomuto předporozumění neodpovídá;
3. opravený rozvrh, s nímž se lze vrátit k prvnímu kroku.

Hermeneutický kruh je jedním z hlavních pojmů hermeneutiky, vědy o výkladu a rozumění. Na význam interpreta v procesu porozumění upozornil už Friedrich Schleiermacher, pojem hermeneutického kruhu vytvořil Wilhelm Dilthey. Originálním způsobem jej rozšířil Martin Heidegger v díle Bytí a čas (1927) a dále jej rozpracoval Heideggerův žák Hans-Georg Gadamer v díle Wahrheit und Methode ("Pravda a metoda", 1960).
Pojem hermeneutického kruhu hraje významnou úlohu i v literární teorii a v dalších společenských vědách, které se zabývají rozuměním a výkladem.